# Achaearanea oxymaculata
Achaearanea oxymaculata är en spindelart som beskrevs av Zhu 1998. Achaearanea oxymaculata ingår i släktet Achaearanea och familjen klotspindlar. Inga underarter finns listade i Catalogue of Life.